# ارکیده چینی آبی دل‌چسب
ارکیده چینی آبی دل‌چسب (نام علمی: Caladenia amplexans) نام یک گونه از سرده ارکیده‌های عنکبوتی است.